# UFC Fight Night: de Randamie vs. Ladd
UFC Fight Night: de Randamie vs. Ladd (eller UFC Fight Night 155 eller UFC on ESPN+ 13) var en MMA-gala som arrangerades av UFC och ägde rum 13 juli 2019 i Sacramento, CA,  USA.

## Bakgrund
Huvudmatchen var en match i damernas bantamvikt mellan före detta bantamviktsmästaren Germaine de Randamie och Aspen Ladd.
Andra huvudmatchen, co-main, var en bantamviktsmatch mellan före detta WEC-fjäderviktsmästaren Urijah Faber, som dessutom år 2017 blev invald i UFC Hall of Fame, och Ricky Simon.

## Skador/Ändringar
En bantamviktsmatch mellan Sara McMann och före detta flugviktsmästaren Nicco Montaño var planerad, men den 19 juni meddelades det att McMann drog sig ur matchen på grund av skada och ny motståndare för Montaño blev Julianna Peña
Gian Villante skulle ha mött Mike Rodriguez, men den 4 juli drog Villante sig ur fighten av okänd anledning och ersattes av UFC-nykomlingen John Allan

## Bonusar
Följande MMA-utövare fick bonusar om 50 000 USD:
- Fight of the Night: Ingen utdelad.
- Performance of the Night: Urijah Faber, Josh Emmett, Andre Fili och Jonathan Martinez.